# Sri Lanka na Letnich Igrzyskach Olimpijskich 1984
Sri Lankę na Letnich Igrzyskach Olimpijskich 1984 reprezentowało czterech zawodników. Był to 9. start reprezentacji Sri Lanki w letnich igrzyskach olimpijskich.

## Skład kadry

### Pływanie
Mężczyźni
- Julian Bolling

400 metrów st. dowolnym - 46. miejsce
1500 metrów st. dowolnym - 27. miejsce
400 metrów st. zmiennym - 21. miejsce

### Podnoszenie ciężarów
Mężczyźni
- Sunil Munic Silva - waga musza - 16. miejsce

### Żeglarstwo
Mężczyźni
- Lalin Jirasinha, Ranil Dias - dwójki - 27. miejsce